# 重庆红岩联线文化发展管理中心
重庆红岩联线文化发展管理中心（重庆红岩革命历史博物馆）［简称：红岩联线管理中心（红岩博物馆）］是重庆市文化和旅游发展委员会直属的全额拨款正局级事业单位，下辖红岩革命纪念馆、重庆歌乐山革命纪念馆（重庆歌乐山烈士陵园管理处）、中国民主党派历史陈列馆及其所属革命遗址群。 

## 历史
红岩联线管理中心先后整合文物遗址53处文物遗址（本体32处、附属21 处），对外免费开放33处（本体18处、附属15 处），其中4批全国重点文物保护单位，1批国家级抗战纪念遗址，1批国家级烈士纪念设施，1批重庆市文物保护单位。

## 主要职责
保护红岩革命历史文化遗址，研究发掘革命历史文化资源，宣传弘扬红岩精神，传播革命历史和科学文化知识。

## 游客数量
每年接待观众600余万人次。

## 组织机构
重庆红岩革命历史博物馆下设15个机构，分别是办公室，组织人事处，计划财务处，后勤物管处（遗址保护部），研究部，科研处，文物征管部，社会教育工作部，参观接待一部，参观接待二部，陈列展览部，技术设备部，产业发展处，纪检监察（审计）处，保卫处（景区管理办公室）。